# Laufenburg (Szwajcaria)
Laufenburg – gmina miejska w Szwajcarii, w kantonie Argowia, siedziba okręgu Laufenburg. Liczy 3688 mieszkańców (31 grudnia 2022). 1 stycznia 2010 do miasta przyłączono gminę Sulz. 